# Natalia Grace
Natalyah Grace Renee Mans, denonimata anche Natalia Lourdes Ciccone e Natalia Grace Barnett nelle precedenti adozioni (nata Natalia Vadimivna Gava; 4 settembre 2003), è una donna ucraina naturalizzata statunitense affetta da displasia spondiloepifisaria congenita, una rara forma di nanismo.
Nel 2010, quando aveva sette anni, venne adottata da una famiglia statunitense che l'accusò di essere un'adulta che si fingeva una bambina, sottoponendola ad abusi domestici; l'anno successivo fu mandata a vivere da sola dopo essere stata dichiarata legalmente adulta, avendo fatto modificare l'anno di nascita.
Il suo caso è diventato celebre grazie alle due serie televisive che narrano la sua vicenda: Il curioso caso di Natalia Grace e Good American Family.

## Biografia

### Primi anni di vita e le adozioni
Natalia Grace nacque in Ucraina il 4 settembre 2003 come Natalia Vadimivna Gava, da una coppia non sposata di Mykolaiv, Vadim Gava e Anna Volodimirivna Gava. Subito dopo la nascita le fu diagnosticata la displasia spondiloepifisaria congenita, una rara forma di nanismo e fu quindi affidata a un orfanotrofio ucraino, in quanto la madre, una donna nubile che aveva già un figlio di quattro anni, non aveva la possibilità di occuparsene.
Successivamente, Natalia fu trasferita negli Stati Uniti e nel 2008 fu adottata da Dyan e Gary Ciccone, una coppia del New Hampshire.
Nel 2010 i Ciccone la restituirono all'orfanotrofio, sostenendo che la bambina aveva un "comportamento dirompente". Nello stesso anno, Natalia fu adottata da Kristine e Michael Barnett e prese il nome legale di Natalia Grace Barnett.

### Cambio di età e abbandono
Nel 2012, i Barnett presentarono con successo una petizione al tribunale della contea di Marion, nell'Indiana, per modificare i certificati di nascita ucraini di Natalia, inserendo come nuova data di nascita il 1989, così da cambiare legalmente la sua età da otto a ventidue anni.
Nel luglio 2013, i Barnett trasferirono Natalia a vivere da sola in un appartamento a Westfield e successivamente a Lafayette. I Barnett si trasferirono con i loro figli biologici in Ontario, Canada, in modo che il loro figlio maggiore potesse iniziare gli studi presso l'Università di Waterloo e il Perimeter Institute.

### La nuova adozione
Poco dopo essere rimasta sola nell'appartamento di Lafayette, Natalia fu invitata a vivere con Antwon Corry Mans, un vescovo, e sua moglie Cynthia Mary Renee Mans, i quali notarono che Natalia aveva difficoltà a mantenersi. Nel 2016, presentarono domanda per diventare tutori legali di Natalia, descrivendola come una "presunta persona incapace" che poteva avere un'età di 13 o 14 anni, cambiando il suo nome in Natalyah Grace Renee Mans.
I Barnett, nel 2017, furono accusati di negligenza nei confronti di una persona a carico, ma Michael fu successivamente dichiarato non colpevole. Si decise di non fare ricorso d'appello.
I pubblici ministeri individuarono la madre biologica di Natalia, Anna Gava, in Ucraina. Il test del DNA confermò che Gava era la madre biologica di Natalia, nonostante tale questione non sia mai stata verificata in modo indipendente. Se la data di nascita di Natalia, assegnata dal tribunale nel 1989, fosse stata corretta, Gava avrebbe dato alla luce Natalia all'età di dieci anni. I pubblici ministeri ottennero anche i certificati di nascita e ospedalieri dall'Ucraina che supportano la data di nascita originale di Natalia, il 4 settembre 2003, permettendo l'apertura di un caso giudiziario contro i Barnett; tuttavia, a causa di un cavillo legale dovuto alla mancata richiesta di appello del caso del 2017, i legali di Natalia non poterono presentare in aula la prova che Natalia fosse una bambina, ancora minorenne, quando era stata lasciata a vivere da sola in un appartamento, e il caso di negligenza si basò sulla disabilità di Natalia, non sulla sua età.
Michael Barnett fu assolto nel 2022 e le accuse contro sua moglie Kristine furono archiviate nel 2023.
Cynthia Mans, la donna che accolse Natalia dopo averla trovata abbandonata nell'appartamento di Lafayette, affermò di credere che Kristine Barnett fosse stata ispirata a modificare legalmente l'età di Natalia dal film del 2009 Orphan: i Barnett affermarono che Natalia aveva mentito sulla sua età e che, mentre era sotto la loro custodia, manifestava un comportamento sociopatico simile a quello del film. I Mans sostennero che Natalia non aveva mai avuto comportamenti problematici o inquietanti durante il suo soggiorno nella loro casa.

### La nuova famiglia adottiva
In seguito, Natalia si trasferì a casa della famiglia DePaul; dopo le accuse secondo cui la famiglia Mans avrebbe estorto denaro a Natalia, i coniugi Nicole e Vincent DePaul l'hanno aiutata a ingaggiare un avvocato per cercare di recuperare i suoi soldi.
Dal 2023, la sua data di nascita è stata legalmente ripristinata al 2003.

## Nella cultura di massa
- Nel 2019, Natalia è apparsa in un episodio di Dr. Phil[21] e Good Morning America[22]
- Investigation Discovery ha realizzato una docuserie incentrata sulla vicenda, Il curioso caso di Natalia Grace, composta da tre stagioni.[23]
- La serie tv di Hulu Good American Family, con Ellen Pompeo  e Mark Duplass,.è ispirata al caso, trattando gli eventi dall'adozione di Natalia da parte dei Barnett al termine del processo.
- La vicenda di Natalia Grace è stata affrontata in un articolo sulla rivista "People" del gennaio 2025 che la ritrae in copertina.[24]